# Selina Chönz
Selina Chönz, född 4 oktober 1910 i Samedan, Schweiz, död 17 februari 2000 i Samedan, var en schweizisk, rätoromanskspråkig författare.
Chönz är främst känd för sina barnböcker, av vilka två finns i svensk översättning: Uorsin (1945, svensk titel: "Ursli och klockan") och Flurina (1952, svensk titel: "Flurina och vildfågeln").